# Фонтене-ле-Конт (округ)
Округ Фонтене-ле-Конт (фр. Arrondissement de Fontenay-le-Comte) — округ у Франції, в департаменті Вандея. 2023 року округ об'єднував 107 муніципалітетів, населення становило 139 288 осіб.
Адміністративний центр (супрефектура) — Фонтене-ле-Конт.

## Муніципалітети
Список муніципалітетів округу та їхні коди INSEE:
1. Антіньї (85005)
2. Базож-ан-Паре (85014)
3. Бене (85020)
4. Бессе (85023)
5. Бує-Курдо (85028)
6. Бурно (85033)
7. Вікс (85303)
8. Вуван (85305)
9. Вує-ле-Маре (85304)
10. Грю (85104)
11. Дамві (85078)
12. Дуа-ле-Фонтен (85080)
13. Корп (85073)
14. Ксантон-Шасснон (85306)
15. Ла-Бретоньєр-ла-Кле (85036)
16. Ла-Жодоньєр (85115)
17. Ла-Каєр-Сен-Ілер (85040)
18. Ла-Кутюр (85074)
19. Ла-Мейре-Тіє (85140)
20. Ла-Реорт (85188)
21. Ла-Тайє (85286)
22. Ла-Шапель-Теме (85056)
23. Ла-Шатеньєре (85059)
24. Ле-Бупер (85031)
25. Ле-Веллюїр-сюр-Ванде (85177)
26. Ле-Ге-де-Веллюїр (85105)
27. Ле-Лангон (85121)
28. Ле-Мазо (85139)
29. Ле-Маній-Реньє (85131)
30. Ле-Піно (85175)
31. Л'Егійон-ла-Преск'іль (partly)(85001)
32. Л'Ермено (85110)
33. Леру (85117)
34. Л'Іль-д'Ель (85111)
35. Лож-Фужрез (85125)
36. Лонжев (85126)
37. Л'Орбрі (85167)
38. Люсон (85128)
39. Льє (85123)
40. Має (85132)
41. Майзе (85133)
42. Марей-сюр-Ле-Діссе (85135)
43. Маріє (85136)
44. Марсе-Сент-Радегонд (85137)
45. Меномбле (85141)
46. Мерван (85143)
47. Монсірень (85145)
48. Монтрей (85148)
49. Монтурне (85147)
50. Морей (85149)
51. Музей-Сен-Мартен (85158)
52. Муйрон-Сен-Жермен (85154)
53. Мутьє-сюр-ле-Ле (85157)
54. Нальє (85159)
55. Оше-сюр-Ванде (85009)
56. Пео (85171)
57. Петосс (85174)
58. Піссотт (85176)
59. Пує (85181)
60. Пузож (85182)
61. Пюї-де-Серр (85184)
62. Пюїраво (85185)
63. Реомюр (85187)
64. Рив-д'Отіз (85162)
65. Роне (85193)
66. Севремон (85090)
67. Сезе (85041)
68. Сен-Валер'ян (85274)
69. Сен-Дені-дю-Пере (85207)
70. Сен-Жан-де-Беньє (85233)
71. Сен-Жуїр-Шамжійон (85235)
72. Сен-Ілер-де-Лож (85227)
73. Сен-Ілер-де-Ву (85229)
74. Сен-Лоран-де-ла-Саль (85237)
75. Сен-Мартен-де-Френьо (85244)
76. Сен-Мартен-де-Фонтен (85245)
77. Сен-Мартен-Ларс-ан-Сент-Ермін (85248)
78. Сен-Мемен (85254)
79. Сен-Мішель-ан-л'Ерм (85255)
80. Сен-Мішель-ле-Клук (85256)
81. Сен-Морис-де-Ну (85251)
82. Сен-Морис-ле-Жирар (85252)
83. Сен-П'єрр-дю-Шемен (85264)
84. Сен-П'єрр-ле-В'є (85265)
85. Сен-Сіжисмон (85269)
86. Сен-Сір-де-Га (85205)
87. Сен-Сюльпіс-ан-Паре (85271)
88. Сент-Ермін (85223)
89. Сент-Етьєнн-де-Бріюе (85209)
90. Сент-Жемм-ла-Плен (85216)
91. Сент-Обен-ла-Плен (85199)
92. Сент-Пексін (85261)
93. Сент-Радегонд-де-Нуає (85267)
94. Сериньє (85281)
95. Таллю-Сент-Жемм (85287)
96. Терваль (85289)
97. Тіре (85290)
98. Тріез (85297)
99. Туарсе-Буйдру (85292)
100. Феморо (85087)
101. Фонтене-ле-Конт (85092)
102. Фуссе-Пере (85094)
103. Шавань-ле-Реду (85066)
104. Шає-ле-Маре (85042)
105. Шампаньє-ле-Маре (85049)
106. Шане (85058)
107. Шато-Гібер (85061)
108. Шеффуа (85067)